# Kim Čong-sin
Kim Čong-sin (hangul: 김종신, hanča: 金鍾信, anglickým přepisem: Kim Jong-sin; * 17. května 1970 Hampjeong, Jižní Korea) je bývalý jihokorejský zápasník, volnostylař. V roce 1992 vybojoval stříbrnou medaili na olympijských hrách v Barceloně v kategorii do 48 kg. V roce 1989 vybojoval první a v roce 1991 třetí místo na mistrovství světa v kategorii do 48 kg, v roce 1995 byl čtrnáctý v kategorii do 52 kg. V roce 1988 vybojoval stříbro a v roce 1989 bronz na mistrovství Asie v kategorii do 48 kg. V roce 1990 zvítězil v kategorii do 48 kg na Asijských hrách a v roce 1994 vybojoval páté místo v kategorii do 52 kg.